# بازوطلایی
بازو طلایی فیلمی به کارگردانی و نویسندگی روبرت اکهارت محصول سال ۱۳۴۵ است.

## خلاصه داستان
دکتر «چانگ لو» دانشمند چینی، تأسیسات مخرب و شیطانی را پدیدآورده است و سازمان مخفی اطلاعاتی، این را دریافته و یکی از مأموران زبده اش را که به «بازو طلایی» شهرت دارد، مسئول پیگیری امر می‌کند.

## بازیگران
- امیر جعفری
- منوچهر طایفه
- سیمین غفاری
- فروزانفر  (بازیگر)
- لطفی (بازیگر)
- فیضی (بازیگر)
- غیاث (بازیگر)